# Tunisia News Network
 (octobre 2015).
Si vous disposez d'ouvrages ou d'articles de référence ou si vous connaissez des sites web de qualité traitant du thème abordé ici, merci de compléter l'article en donnant les références utiles à sa vérifiabilité et en les liant à la section « Notes et références ».
Tunisia News Network ou TNN est une chaîne de télévision d'information en continu tunisienne lancée en 2012.